# James Henniger
Pour les articles homonymes, voir Henniger.
James Henniger (8 juillet 1954-29 septembre 2004), est un rameur olympique canadien. Il participe à l'épreuve à huit d'aviron lors des Jeux olympiques d'été de 1976 de Montréal et remporte la médaille d'argent en deux avec barreur aux Jeux panaméricains de 1975 à Mexico.